# Georgena Craig
Georgena Craig (geb. Buchanan; * 17. Juli 1942) ist eine ehemalige britische Mittelstreckenläuferin.
Für Schottland startend schied sie bei den British Empire and Commonwealth Games 1966 in Kingston über 880 Yards im Vorlauf aus. Bei den British Commonwealth Games 1970 in Edinburgh wurde sie über 800 m Siebte.
Dreimal wurde sie Schottische Meisterin über 880 Yards (1963–1965), einmal über eine Meile (1964) und zweimal im Crosslauf (1963, 1965).

## Persönliche Bestzeiten
- 800 m: 2:05,82 min, 24. Juli 1970, Edinburgh
- 1500 m: 4:45,1 min, 1970
- 1 Meile: 5:08,4 min, 1966